# Townland

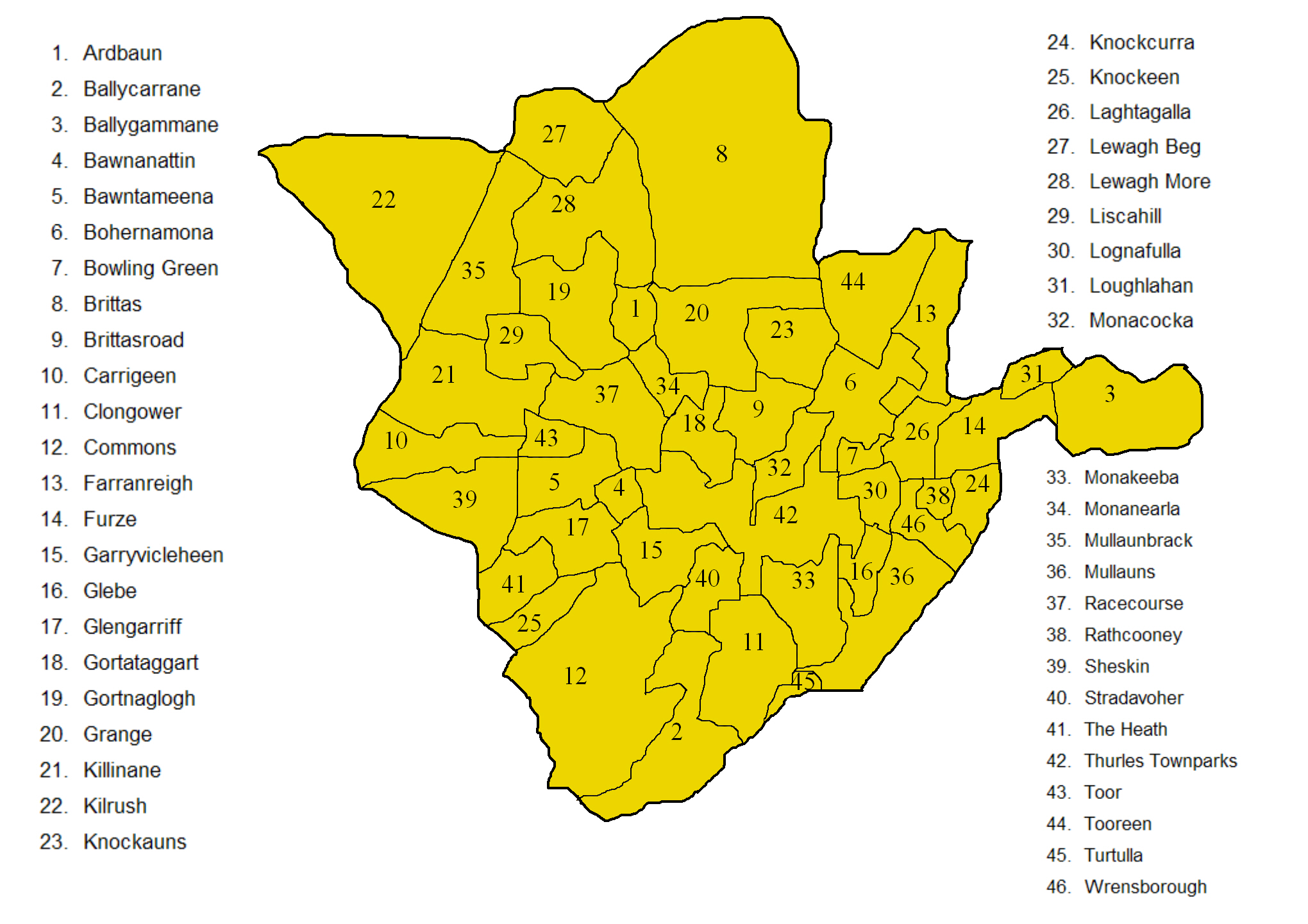
Mapa townlandů v civil parish Thurles, hrabství Tipperary

Townland (irsky baile fearainn) je nejmenší územní jednotka v Irsku a v souostroví Vnější Hebridy ve Skotsku, jež se většinou rozkládá na ploše okolo 40 až 202 ha (100–500 akrů). K ustanovení townlandů došlo již v gaelském Irsku před invazí Normanů a většina z nich má jméno pocházející z irštiny. V moderním Irsku se nachází více než 60 000 townlandů, mezi něž patří i neobydlené oblasti, zejména malé ostrovy.

## Historie
Townland je v Irsku obecně nejmenší místní administrativní jednotkou, přestože se několik velkých townlandů dále dělí do tzv. setnin. Koncept townlandů je založen na gaelském systému dělení půdy a první oficiální důkazy o jejich existenci pochází z církevních záznamů z doby před 12. stoletím. V 16. století je začaly mapovat a definovat anglické úřady za účelem konfiskací půdy a jejího následného přerozdělení investorům a kolonistům z Británie.
Až do 19. století většinu townlandů vlastnili velcí pozemkový vlastníci (landlordi) a hospodářsky je využíval větší počet nájemců. Poplatek (tzv. cess), jímž se financovaly silniční práce a další místní výdaje, měl stejnou sazbu pro každý townland v určitém baronství, a to bez ohledu na jeho velikost a hospodářskou produkci. Obyvatelé v malém či chudém townlandu kvůli tomu byli ve velké nevýhodě v porovnání s obyvateli těch větších nebo úrodnějších. Náprava přišla až v roce 1868, kdy došlo k určení hranic jednotlivých townlandů a vyhodnocení jejich pravděpodobných výnosů během měření známého jako Griffith's Valuation. Tento výzkum byl součástí projektu irské pobočky britské vyměřovací agentury Ordnance Survey, která během 19. století vytvořila sérii map Irska pro daňové účely. Tyto mapy dokumentovaly a standardizovaly hranice více než 60 000 townlandů v Irsku, a práce na novém vymezení hranic často zahrnovaly i rozdělení nebo sloučení existujících townlandů a vytyčení hranic v horských a bažinatých oblastech, jež dosud nebyly do území townlandů zahrnuty. V roce 1901 bylo v Irsku 60 462 townlandů, o deset let později 60 679.

## V moderní době

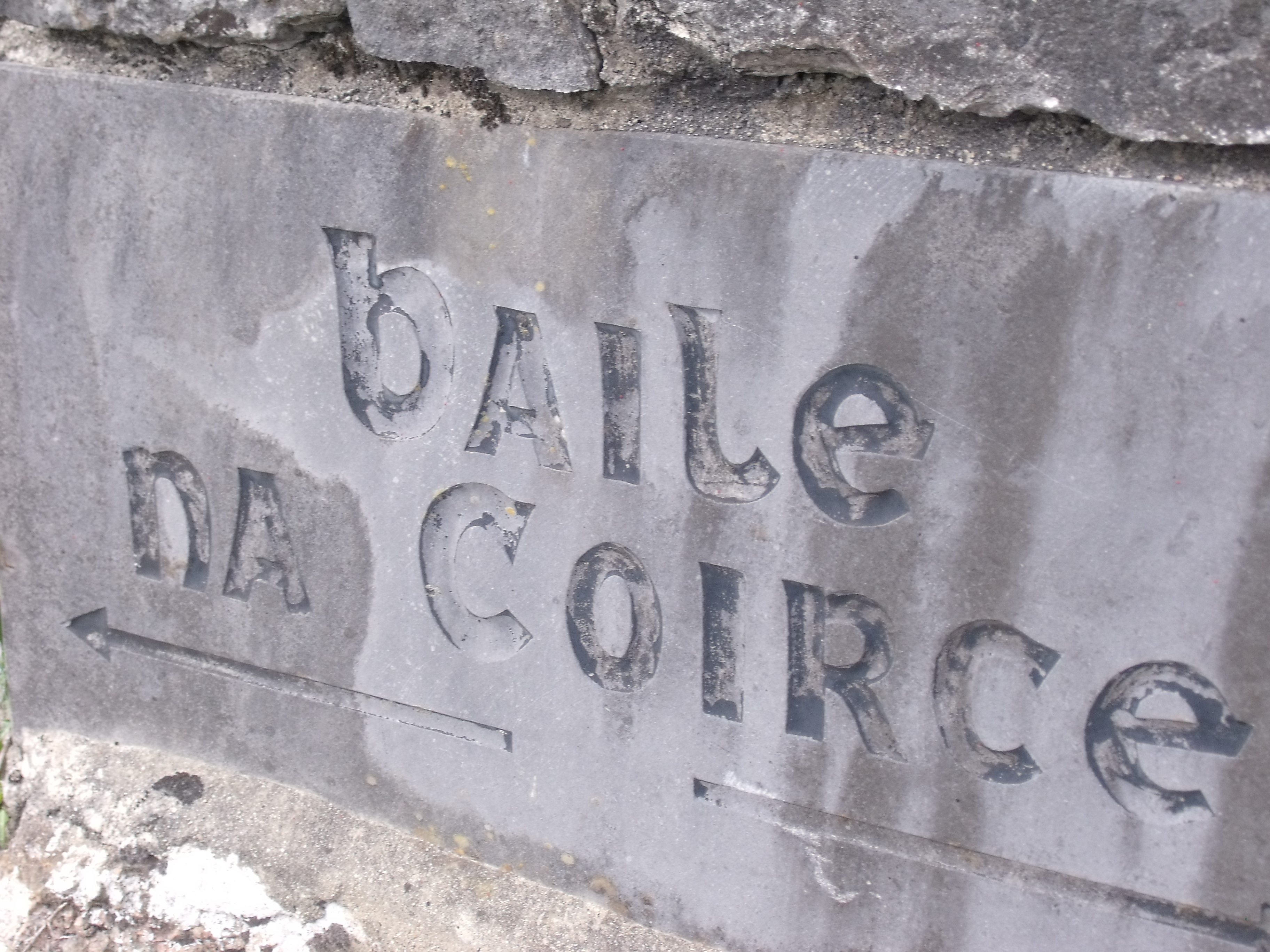
Označení hranic townlandu Ballycuirke v hrabství Galway

Původně měl každý townland v celém Irsku svou vlastní poštovní adresu, ale v roce 1972 Royal Mail rozhodl, že je uvádění townlandu v poštovních adresách v Severním Irsku anachronismem. Názvy townlandů nebyly zakázány, ale byly považovány za „nadbytečné informace“ a lidé byli žádáni, aby je již při využívání poštovních služeb neuváděli; měly být nahrazeny popisnými čísly, názvy silnic a poštovními směrovacími čísly. Jako reakce se zformovalo lidové hnutí proti tomuto rozhodnutí, jež se stalo vzácným příkladem jednoty obyvatelstva během tzv. The Troubles; změna však vešla v platnost.
V Irské republice se na adresách nadále uvádí názvy townlandů. V roce 2005 Ministerstvo životního prostředí, klimatu a komunikací oznámilo, že má být zaveden nový poštovní kód Eircode, jenž byl uveden do provozu v roce 2015. Díky němu není nutné při využívání poštovních služeb uvádět adresu townlandu; používání Eircodu však není v Irsku povinné.
Townlandy jsou v moderní době chápány především jako územní jednotka se společenstvím lidí, která má svou vlastní unikátní historii.